# Hauptstraße C30
Die Hauptstraße C30 (englisch Main Road C30) liegt im Osten von Namibia. Sie zweigt bei Gobabis von der Nationalstraße B6 ab und führt in nordwestlicher Richtung über Steinhausen und Hochfeld bis zur Hauptstraße C22 unweit des Waterbergs.
Die C30 besitzt auf dem gesamten Streckenverlauf eine Kiestragschicht.